# آرون کووک
آرون کووک (انگلیسی: Aaron Kwok؛ زادهٔ ۲۶ اکتبر ۱۹۶۵) یک خواننده و هنرپیشه اهل هنگ کنگ است.
از فیلم‌ها یا برنامه‌های تلویزیونی که وی در آن نقش داشته‌است می‌توان به جنگ سرد، تیراندازی، ۲۰۰۰ ای‌دی و قتل عمدی اشاره کرد.